# Hrabiš ze Švábenic
Hrabiš I. ze Švábenic nebo také z Úsova, z Bobrové či z Lysic, (kolem 1240 – 1296) byl moravský šlechtic z rodu Švábenických ze Švábenic. Narodil se jako syn Idíka I. ze Švábenic a jeho neznámé manželky patrně z rodu Hrabišiců.
V pramenech se poprvé objevil v roce 1255. Často pak pobýval na dvoře krále Přemysla Otakara II. Po roce 1269 se oženil s dcerou Přibyslava k Křižanova a vdově po Smilovi z Lichtenburka, Alžbětou z Křižanova, s jejímiž příbuznými udržoval přátelské vztahy. Zemřel v roce 1296. Zanechal po sobě syna Všebora II., Idíka II. a Mikuláše I. ze Švábenic. Vlastnil hrad Úsov na Šumpersku, kde prováděl kolonizační činnost, hrad Bobrové, jenž patrně vystavěl, hrad Švábenice a možná také panské sídlo v Lysicích, které asi také nechal vybudovat.

## Život

### Ve službách Přemysla Otakara II.

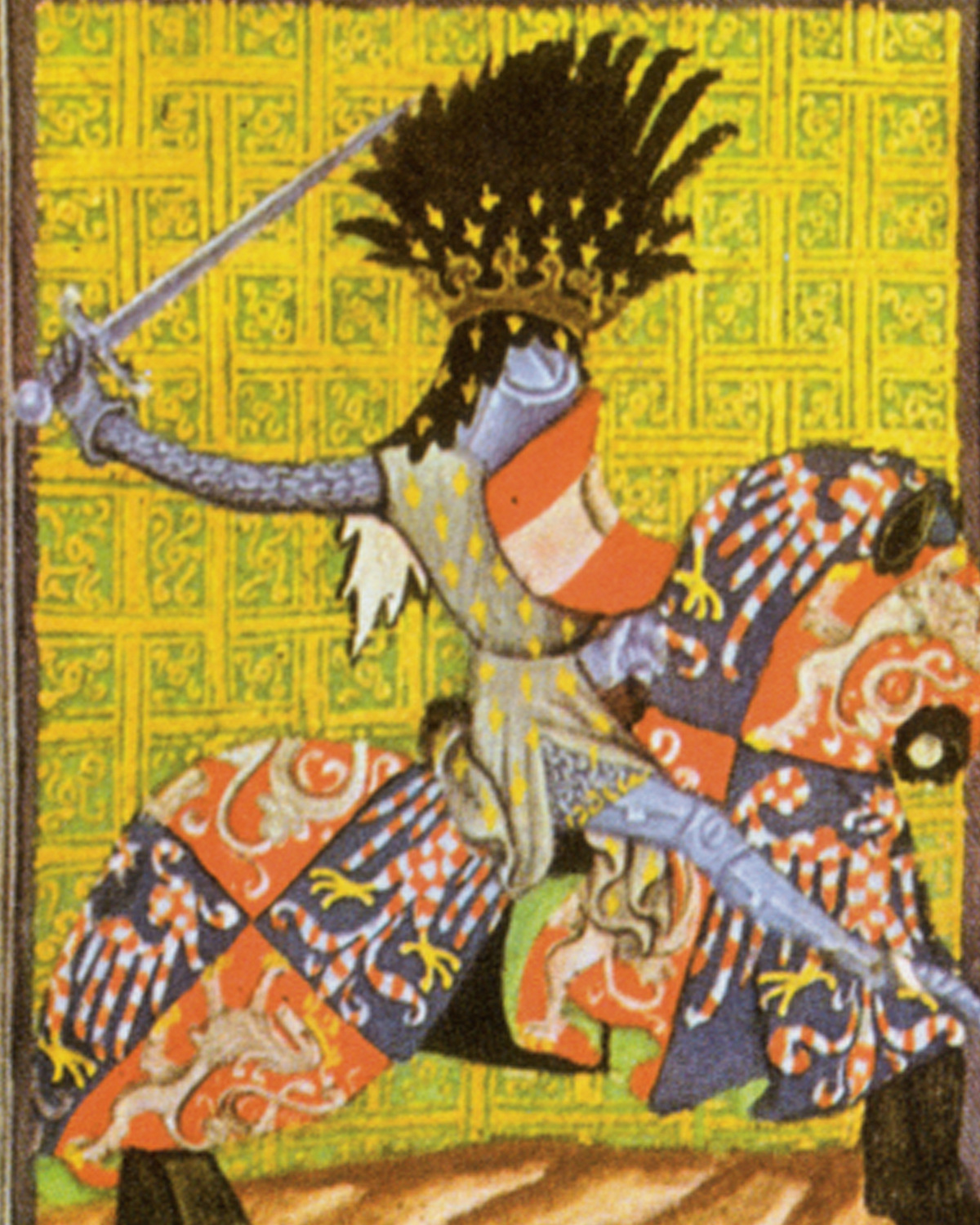
Přemysl Otakar II. (Gelnhausenův kodex)

Narodil se jako syn Idíka I. ze Švábenic a jeho první neznámé manželky, která zřejmě pocházela z rodu Hrabišiců, čemuž odpovídá i Hrabišovo jméno, jenž je pro tento rod typické. V pramenech se poprvé objevil po boku svého otce a bratra Všebora I. na listině vydané králem Přemyslem Otakarem II. někdy v roce 1255 v Brně.
Znovu na listině Přemysla Otakara II. Hrabiš s otcem a bratrem Všeborem svědčil v polovině února 1262. S otcem následně koncem března příštího roku v Hradci Králové svědčil na Přemyslově listině vydané ve prospěch litomyšlského kláštera. Poté se Hrabiš z pramenů na čas vytratil. Na přelomu let 1267 a 1268 se Hrabiš po vzoru svého otce s bratrem Všeborem možná zúčastnil druhé křížové výpravy Přemysla Otakara II., byť to není v pramenech výslovně potvrzeno. V králově blízkosti se Hrabiš doložitelně ocitl až 27. března 1268 v Písku. V tu dobu byl už možná mrtvý Hrabišův otec Idík, jenž je v pramenech naposledy zmíněn v únoru roku 1268. Hrabiš s bratrem Všeborem a synovci Vilémem a Kojatou poté figuroval na falzu rozsudku Přemysla Otakara II. ve sporu mezi hradišťským kláštera a pány ze Šternberka hlásícím se do roku 1269. V únoru 1270 měl Hrabiš vystupovat jako svědek na Přemyslově listině vydané ve prospěch velehradského kláštera, ale i tato listina je pravděpodobně falzum.

### Kolonizační činnost a sňatek

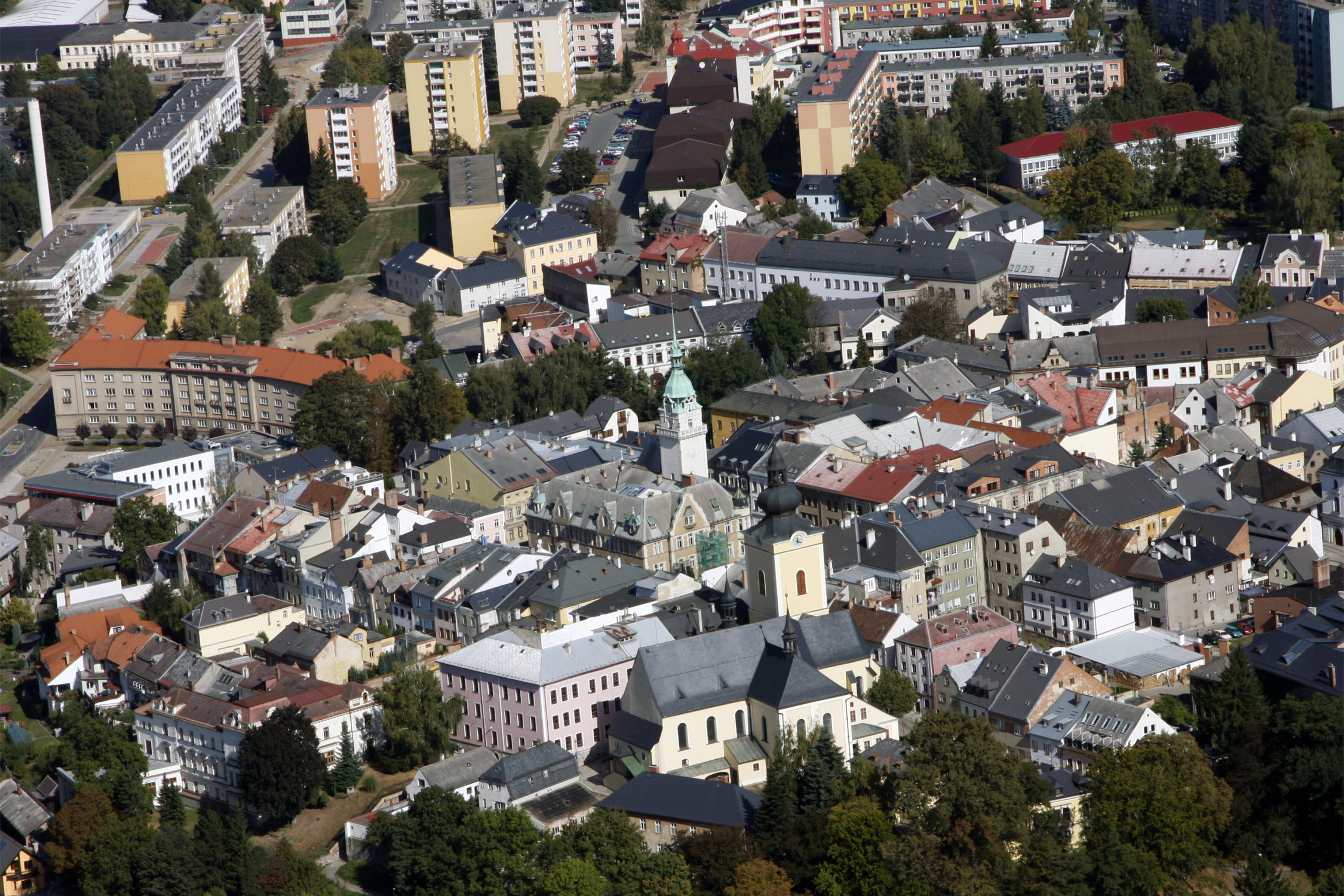
Letecký pohled na centrum města Šumperku

Hrabiš se patrně věnoval kolonizaci rozsáhlého území dnešního Šumperska, což dokazují i jména místních vesnic – Hrabenov, Hrabešice, Hrabišín a Hrabová. Šel tak ve stopách svého otce, který kolonizoval zase území dnešního Trutnovska. Na Šumpersku Idík zřejmě získal hrad Úsov, na kterém Hrabiš poté patrně sídlil, protože se po něm i psal. Ladislav Hosák se domníval, že Hrabiš v této oblasti založil v 70. letech 13. století i samotný Šumperk, jakkoli toto tvrzení není v pramenech nijak doloženo. Kvůli tomu, že se vesnice Hrabešice a Hrabišín nachází v blízkosti hradu Rabštejna, předpokládal Hosák, že Hrabiš založil i tento hrad. Podle Hosáka by jeho německé jméno Rabštejn mohlo v překladu znamenat Hrabišův kámen a ne Havraní kámen, jak se většinou uvádí. Hrad Rabštejn se však v pramenech poprvé objevuje až roku 1318. David Papajík se sice přiklání spíše k možnosti, že Hrabiš tento hrad nevybudoval, protože se po něm nikdy nepsal, zároveň ale Hosákův výklad úplně nevylučuje.

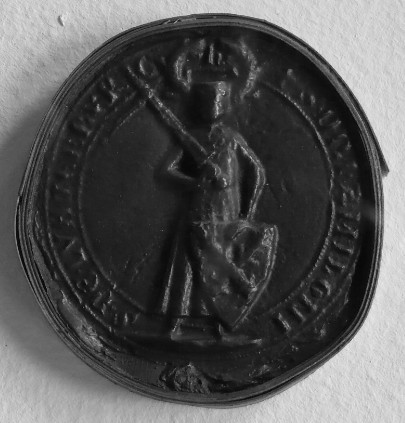
Pečeť Smila z Lichtenburka

Když v roce 1269 zemřel český šlechtický předák Smil z Lichtenburka, oženil se Hrabiš s jeho manželkou Alžbětou z Křižanova, dcerou zesnulých Přibyslava a Sibyly z Křižanova. Kdy k sňatku přesně došlo, není známé. S Alžbětou Hrabiš vyženil čtyři děti – Smila, Oldřicha, Rajmunda a jednu dceru neznámého jména. Podle Jana Urbana si však Alžběta své nezletilé děti k Hrabišovi na Moravu nepřivezla a dala je někam na vychování. Sňatkem s Alžbětou z Křižanova se Hrabiš ocitl ve vybrané společnosti, neboť jeho tchán Přibyslav byl významný šlechtic z českomoravského pomezí a tchyně Sibyla byla vysoce urozená dáma z daleké Sicílie. Tři dcery, které ze svazku Přibyslava a Sibyly vzešly, se provdaly za nejvlivnější velmože své doby – svatá Zdislava se vdala za Havla z Lemberka, Eufemie za zakladatele žďárského kláštera Bočka z Jaroslavic a ze Zbraslavi a zmíněná Alžběta nejprve za Smila z Lichtenburka a podruhé právě za Hrabiše. Otázkou zůstává, zda to byla Alžběta, která Hrabišovi porodila syny Všebora II., Idíka II. a Mikuláše II. Jan Urban například soudil, že Hrabiš měl své tři syny z prvního manželství a Alžběta byla až jeho druhou manželkou. Hrabiš však nebyl jediný z rodu pánu ze Švábenic, který se oženil s příslušnicí rodů z okolí žďárského kláštera. Tak Hrabišův bratr Vítek z Úpy se oženil s dcerou zmíněného Hrabišova švagra Bočka Anežku ze Zbraslavi a druhá manželka Hrabišova otce Idíka Markéta, která Idíkovi porodila právě Vítka, mohla být zase dcerou Zdislavy a Havla z Lemberka, tedy sestřenicí Idíkovy snachy.

### Za vlády Václava II. a jeho poručníků
Dne 21. ledna 1278 Hrabiš s bratrem Vítkem svědčili na brněnském Špilberku na listině třech sudí, mezi nimi byl i Hrabišův bratr Všebor, jež rozsoudila spor mez dvěma sestrami z Moravských Málkovic a žďárským klášterem. Téhož dne na Špilberku tatáž sestava sudích vydala další listinu, jež tentokrát řešila spor mezi Pardusem z Horky a hradišťským klášterem. V řadě svědků této listiny figuruje jistý Hrabiš z Lysic, jehož Miroslav Plaček ztotožnil s Hrabišem ze Švábenic. Plačkovu hypotézu podpořil i David Papajík. Pro Plačkovu teorii svědčí především to, že Hrabišova přítomnost v Brně je k 21. ledna 1278 výše zmíněnou listinou doložena. Pokud by Hrabiš z Lysic byl doopravdy identický s Hrabišem ze Švábenic, znamenalo by to, že Hrabiš ze Švábenic vlastnil panské sídlo v Lysicích, jenž možná i založil, protože to o něm je nejstarší zmínka vůbec.

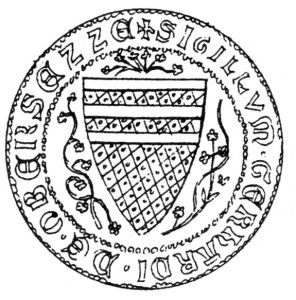
Pečeť Gerharda z Obřan

Roku 1283 se Hrabiš zúčastnil prvního rodového shromáždění Ronovců a s nimi spřízněných rodů pánů z Kunštátu a pánů ze Švábenic ve žďárském klášteře, jejichž tradice založená Jindřichem z Lichtenburka se udržovala až do konce 14. století. Účastnili se ho zmíněný Jindřich z Lichtenburka s bratrem Smilem, Oldřichem a Rajmundem, Gerhard ze Zbraslavi a Obřan, Kuna ze Zbraslavi a Kunštátu se syny Bočkem a Bohušem, Hrabiše ze Švábenic se syny Všeborem II., Idíkem II. a Mikulášem I., a Hrabišův bratr Vítek ze Švábenic se syny Bočkem a Gerhradem. Hrabišova přítomnost na tomto shromáždění opět dokazuje jeho blízké vztahy ke žďárskému klášteru a jeho zakladatelům. Na listině, která na tomto shromáždění vydána, je Hrabiš uveden s přídomkem „z Bobrové“. Jednalo se o hrad Bobrovou na jižní Moravě, který Hrabiš před rokem 1283 nechal vystavět a na němž sídlil.

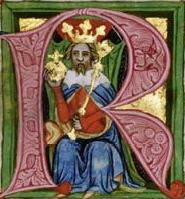
Miniatura Václava II. (Zbraslavská kronika)

Sraz ve žďárském klášteře se odehrával v době, kdy se po celé zemi šířila anarchie provázená loupením, všemožným válčením, hladomory a epidemiemi, jenž vypukla poté, co byl v bitvě na Moravském poli poražen a zabit král Přemysl Otakar II. a faktické vlády v Čechách se ujal poručník nezletilého dědice trůnu Václava II., Ota V. Braniborský, jenž Václava internoval do Německa. Období Otovy poručnické vlády v Čechách bývá označováno jako zlá léta. Vláda Oty Braniborského skončila o rok později, když se do Čech z exilu vrátil Václav II. Vlády nad Čechami se následně zmocnila oligarchická skupina šlechtických předáků v čele s vůdcem Vítkovců Závišem z Falkenštejna. Josef Vítězslav Šimák se domníval, že Hrabiš a jeho příbuzní v této době patřili mezi odbojníky proti Závišově nadvládě. Šimákovo tvrzení však vyvrátil David Papajík. Podle Papajíka Šimáka zmátlo Hrabišovo blízké příbuzenství s Gerhardem ze Zbraslavi a Obřan, synem Hrabišova švagra Bočka ze Zbraslavi, jenž se spolu s Milotou z Dědic předtím aktivně podílel na odboji proti Otovi Braniborskému, kvůli čemuž byl roku 1282 dokonce i uvězněn. Hrabišův synovec Gerhard z Obřan byl po návratu Václava II. ale propuštěn a jmenován do funkce moravského podkomořího. Již roku 1286 se však Gerhard králi z neznámého důvodu znelíbil a byl svého úřadu zbaven. Následně se Václavovi na Špilberku pokořil a přislíbil, že nadále nebude škodit králi ani celé zemi, u čehož byl přítomen i Hrabiš. Ani Záviš z Falkenštejna se však u moci dlouho neudržel, v roce 1289 byl zatčen a faktické vlády v zemi se konečně ujal sám Václav II.
V květnu a březnu Hrabiš s bratrem Vítkem pobýval v Brně na dvoře Václava II., odkud o něm pochází poslední zmínky v pramenech. Tehdy Hrabiš poprvé a naposledy použil přídomek „ze Švábenic“, což byl hrad, jenž zdědil po svém otci. V roce 1296 pak podle kroniky Jindřicha Řezbáře zemřel. Hrabiš zesnul ve stejném roce jako jeho manželka Alžběta a švagrová Anežka ze Zbraslavi.

## Pečeť

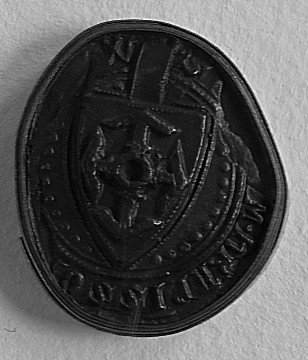
Pečeť Hrabiše ze Švábenic

Z roku 1286 se dochovala Hrabišova okrouhlá pečeť s průměrem 55 milimetrů přivěšená na pergamenovém proužku, jež byla zhotovena z přírodního vosku. V poli se nacházel gotický štít, v němž se nalézala rozletitá střela s kruhem. Stál na ní opis gotickou majuskulí: S … M . HRAPISSO …

## Potomci
1. manželství ∞ neznámá
- Všebor II. ze Švábenic († po 1283)
- Idík II. ze Švábenic († po 1283)
- Mikuláš I. ze Švábenic († po 1311)

2. manželství ∞ Alžběta z Křižanova († 1296)
Hrabišovým synem byl možná také Hrabiš II. z Klínovic a Travníka, jenž je těžko zařaditelným příslušníkem rodu ze Švábenic.